# Radio Radio Radio
Radio Radio Radio è un EP pubblicato dal gruppo punk rock Rancid nel 1993 per la Fat Wreck Chords.

## Tracce
1. Radio
2. Dope Sick Girl
3. Just A Feeling
4. Someone's Gonna Die (cover[1])

## Formazione
- Tim Armstrong - chitarra e voce
- Matt Freeman - basso e voce
- Brett Reed - batteria